# Flagge von New Brunswick

Alte Flagge (bis 1965)

Die Flagge von New Brunswick ist ein dem Provinzwappen nachempfundenes Banner. Im oberen Drittel ist auf rotem Grund ein goldener Leopard abgebildet, der an England und das Herzogtum Braunschweig-Lüneburg erinnert. Darunter befindet sich auf goldenem Grund und auf blau-weißen Wellen eine antike Galeere mit Segel und Ruderriemen, ein Symbol für die Schifffahrtstradition der Provinz. Das Seitenverhältnis beträgt 8:5.
Bis 1965 existierte eine andere Flagge, die jedoch nur sehr selten verwendet wurde. Es handelte sich um eine Blue Ensign mit dem Provinzwappen. Vor der ersten Parlamentssitzung des Jahres weilte Premierminister Louis Robichaud im Urlaub. Die konservative Opposition wollte diese Gelegenheit nutzen, um bei der Thronrede des Vizegouverneurs überraschend einen Antrag einzubringen. Dieser sah die Einführung einer Provinzflagge vor, die auf der kanadischen Red Ensign basierte, der erst wenige Wochen zuvor abgelösten kanadischen Nationalflagge. Die von einem französischsprachigen Akadier geführte Regierung wäre gezwungen gewesen, diesen Antrag abzulehnen, was unweigerlich den Unmut des englischsprachigen Teils der Bevölkerung hervorgerufen hätte.
Robert Pichette, Robichauds Sekretär, erfuhr von einem Bekannten vom Plan der Opposition und traf sich im Geheimen mit dem Heraldiker Alan Beddoe. Gemeinsam entwarfen sie die neue Flagge und ließen sie vom College of Arms überprüfen. Robichaud kehrte aus dem Urlaub zurück, war von Pichettes Idee begeistert und ließ – wiederum im Geheimen – Informationsbroschüren für die Abgeordneten und die Presse drucken. Während der Thronrede präsentierte Robichaud die neue Flagge der überraschten Öffentlichkeit. Dem Parlament blieb nichts anderes übrig, als der Einführung zuzustimmen, die schließlich am 24. Februar 1965 erfolgte.